# Пинас

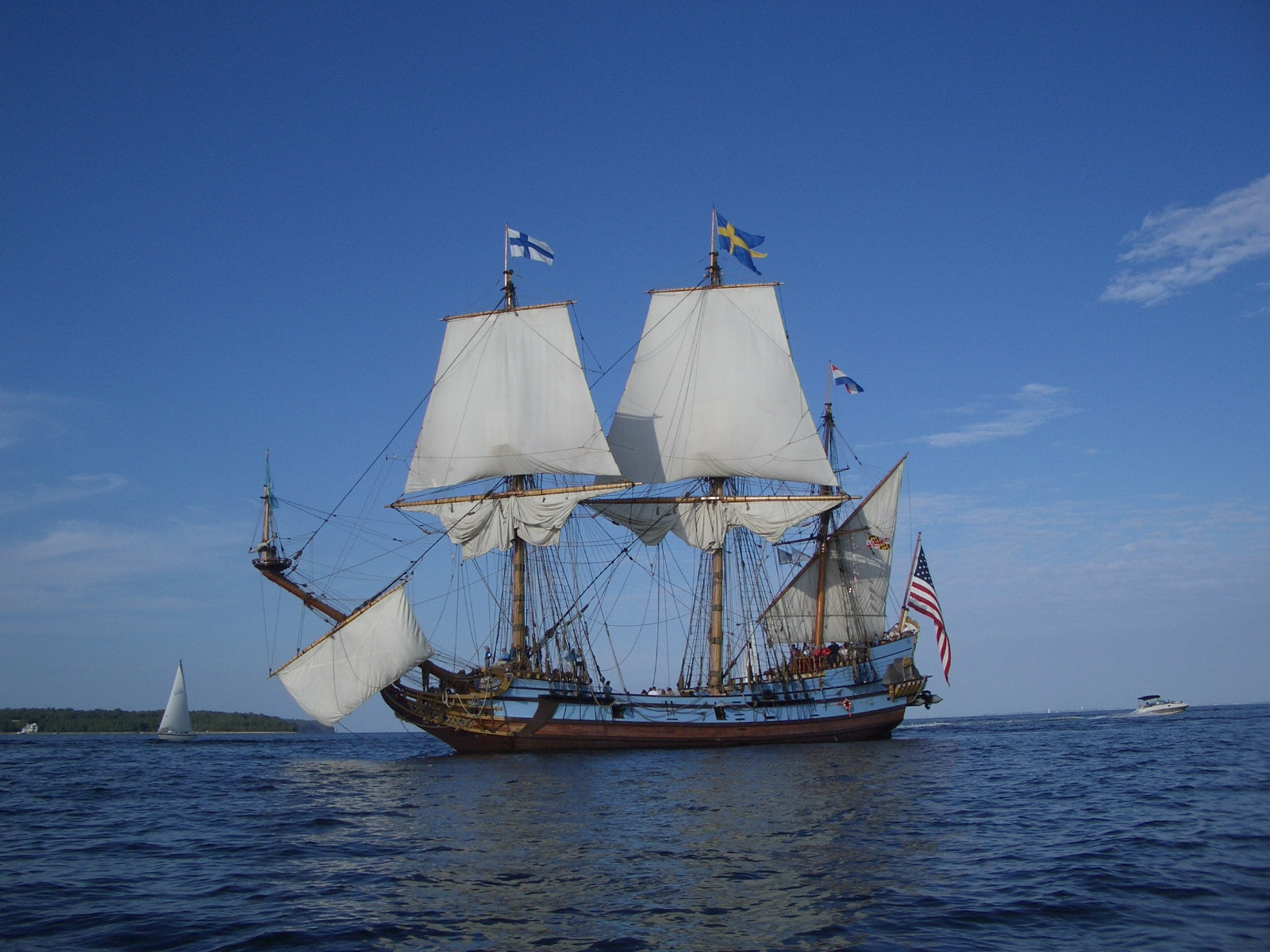
Современная реплика пинаса XVII века «Кальмар Нюкель»

Пина́с (также тамила, реже пинасс, пинасса, нидерл. pinas, исп. pinaza) — в XVI веке парусно-гребное судно. Использовалось как посыльное, разведывательное, канонерская лодка, или как рабочий баркас корабля. Могло быть разборным. В XVII—XVIII веках — трёхмачтовое судно. Получил распространение в северной Европе.
В кругосветном плавании Дрейка имелись 4 разборных пинаса, сыгравших большую роль в разведке испанских берегов и связи между кораблями. К концу плавания все были потеряны.
B начале XVII века на севере Европы появился пинас, несколько напоминавший флейт, но значительно отличавшийся от него менее вогнутыми шпангоутами и транцевой кормой. Передняя часть корабля заканчивалась почти прямоугольной поперечной переборкой, простирающейся по высоте от палубы до полубака. Такая форма передней части судна просуществовала до начала XVIII века. Пинас был длиной до 44 м, имел три мачты и мощный бушприт. На грот- и фок-мачтах поднимали прямые паруса, на бизань-мачте — бизань и над нею крюйсель, а на бушприте — блинд и бом-блинд. Водоизмещение пинасов — 150–800 тонн. Они предназначались в основном для торговых целей.
В более поздний период вооружённый парусом пинас небольших размеров мог использоваться для транспортировки сообщений между линейными кораблями, входа в гавань впереди флота, подхвата почты и так далее.